# Synotaxus jaraguari
Espèce
Synotaxus jaraguari est une espèce d'araignées aranéomorphes de la famille des Synotaxidae.

## Distribution
Cette espèce est endémique du Mato Grosso do Sul au Brésil,. Elle se rencontre vers Jaraguari.

## Description
La carapace du mâle holotype mesure 1,3 mm de long sur 1,05 mm et la carapace de la femelle paratype mesure 1,3 mm de long sur 1,0 mm.

## Systématique et taxinomie
Cette espèce a été décrite par Souza, Brescovit et Araujo en 2017.

## Étymologie
Son nom d'espèce lui a été donné en référence au lieu de sa découverte, Jaraguari.

## Publication originale
- Souza, Brescovit & Araujo, 2017 : « A new species of Synotaxus and the first chromosomal study on Synotaxidae, presenting a rare XY sex chromosome system in spiders (Araneae, Araneoidea). » Zootaxa, no 4303(1), p. 140-150.